# Bienotherium
Bienotherium is een geslacht van uitgestorven Therapsida of zoogdierachtige reptielen. Het behoorde tot de Cynodontia en daarin tot de familie der Tritylodontidae. Hij leefde tijdens de Vroeg-Jura in China.

## Beschrijving
Bienotherium had aan de voorzijde van de boven- en onderkaak een paar sterk vergrote snijtanden, zoals bij de huidige knaagdieren. Hoektanden ontbraken, waarmee er een groot gat viel in de overgang naar de enkele rij van vierkante, molaarachtige kiezen met twee of drie knobbels en meerdere tandwortels. De snijvlakken van de kiezen, die zich in de bovenkaak bevonden, vertoonden drie overlangse richels, die van de onderkaak twee.

## Verwantschap
Voor een tritylodont was Bienotherium erg groot. Kleinere verwanten als Oligokyphus, waarmee hij samenleefde, werden meestal rond de vijftig centimeter lang of zelfs kleiner. Bienotherium werd ongeveer een meter lang en was daarmee zelfs een van de grootste cynodonten. Het is een van de weinige therapsiden die later dan het Trias leven, in het geval van Bienotherium in het vroege Jura. Bienotherium moet niet verward worden met Bienotheroides, een andere tritylodont die in het Midden-Jura leefde. Bienotherium is verwant met Oligokyphus, Tritylodon, Bienotheroides, Xenocretosuchus en Yunnanodon waarmee hij ook samenleefde.